# Щёчки
Щёчки — деталь огнестрельного оружия (обычно пистолета или револьвера), предназначенная для повышения трения руки стрелка об оружие и предотвращения скольжения (особенно при стрельбе), располагающаяся на пистолетной рукояти. Как правило, щёчки сделаны из пластмассы или дерева и имеют насечки. На некоторых пистолетах (например, на пистолетах Glock) они отсутствуют, но тогда их роль выполняет рифлёная поверхность рукояти. Помимо основного предназначения, играет и декоративную роль.